# Jimi Nikko
Jimi Dos Reis Nikko, född 17 augusti 2006 i Göteborg, Sverige, är en svensk fotbollsspelare som spelar för AIK i Allsvenskan, på lån från Lecce.

## Klubblagskarriär

### Tidig karriär
Nikko började spela fotboll för Gunnilse IS i ung ålder. När han fyllt 10 år flyttade han till Utbynäs SK där att kom att utvecklas till en stor talang. Inför säsongen 2020 tog han klivet över till IFK Göteborgs akademi. 
Den 21 januari 2023 värvades Nikko av den italienska klubben US Lecce ungdomsakademi.

#### Lån till AIK
Den 26 augusti 2024 lånades Nikko ut till Stockholmsklubben AIK, där kontraktet sträckte sig till och med den 31 december 2024. I avtalet fanns även en köpotion.